# Chou Wen-chung
Chou Wen-chung   (Yantai, 29 de juny de 1923 - Manhattan, 25 d'octubre de 2019) va ser un compositor nord-americà d'origen xinès de música clàssica contemporània. Va emigrar el 1946 als Estats Units i va rebre la seva formació musical al New England Conservatory i la Columbia University. Nicolas Slonimsky acredita Chou com un dels primers compositors xinesos que va intentar traduir autèntics melo-ritmes orientals als termes de la música occidental moderna.

## Biografia
Primers anys a la Xina
Chou va néixer a Yantai (Chefoo), Shandong, Xina, on va créixer i va desenvolupar un amor primerenc per la música. Attractions and Sounds és un assaig de Chou sobre les primeres influències de la seva música. La música Qin, en particular, va ser un terreny fèrtil per a la seva futura exploració. Chou va descriure les seves primeres exploracions d'instruments musicals:
| « | <Mentre vaig estar a Qingdao, vaig descobrir el significat de la música a la vida quan vaig sentir que la nostra llar ajudava a gaudir del seu temps lliure tocant instruments, cantant i bevent. També em vaig fascinar amb els pedals de l'harmònium, amb els quals tocava al principi com a accelerador de cotxes, i després vaig descobrir el seu efecte dinàmic... Tot i això, a Wuhan vaig descobrir el violí quan els meus germans grans i jo vam comprar una talla infantil el violí com a joguina. El meu germà gran, Wen-tsing, va començar immediatament a prendre lliçons i em va reclutar com a "estudiant". Vaig tocar l'erhu, vaig estudiar el violí i em vaig ensenyar una combinació d'instruments, com ara mandolina, harmònica i serra musical.> | » |

Durant la Segona Guerra Mundial, es va convèncer d'estudiar enginyeria civil per ajudar a modernitzar la Xina. Després de l'escola secundària, Chou va estudiar Arquitectura a la Universitat de "Saint John", Xangai, a la Xina. Chou va afirmar a la seva biografia: "Vaig escollir l'arquitectura com un compromís entre l'art i la ciència, influït en gran manera pel comentari de John Ruskin sobre l'arquitectura com a "música congelada". En un semestre, l'estudi de Chou es va interrompre a causa de l'esclat de la Segona Guerra Mundial i Chou es va haver de traslladar i va continuar l'estudi a la Universitat de Guangxi i la Universitat de Chongqing. Chou va assistir a la Universitat de Guangxi durant els anys 1942–44 i va aconseguir trobar temps per compondre música pel seu compte i educar-se sobre la cultura occidental mitjançant la lectura de llibres de la biblioteca malgrat els atacs aeris nocturns i el seu estudi d'enginyeria civil. Chou es va haver de mudar de nou el 1944 i va continuar els seus estudis a la Universitat de Chongqing, on va obtenir el títol de BS en enginyeria civil.
Punt d'inflexió: estudi i ensenyament musical als Estats Units
El 1946, Chou va rebutjar una beca d'arquitectura a la Universitat Yale per dedicar-se a la música, estudiant amb Nicolas Slonimsky al Conservatori de Nova Anglaterra i amb Edgard Varèse i Otto Luening a Nova York. En una conversa amb Frank J. Oteri publicada a "New Music Box" el 2013, Chou va descriure les dificultats que tenia en aquell moment:
| « | <Durant més d'una setmana vaig estar a la meva habitació. No em podia decidir si realment volia continuar amb aquesta beca. T'ho pots creure? L'única manera que podia venir a aquest país era aconseguir una beca a Yale i registrar-me com a estudiant. Així que vaig anar a veure el degà, dient que havia decidit no continuar. Després d'haver estat més tard degà, sé com se sentia. Però em va semblar que no tenia més remei. Això us mostra una altra cosa important de ser artista. Si tens convicció en el teu art, has de ser atrevit. No t'importa el que els crítics ni el que dirien altres artistes. Ho faràs. Heu d'entendre el risc que vaig assumir. Em van donar una beca tremenda. No tenia cap altre diner. No podria sobreviure. A més, tindria un problema amb el govern nord-americà, l'oficina d'immigració, ja que el meu visat es basava en anar a Yale. Però mai no vaig pensar en aquestes preguntes. Vaig agafar un tren de tornada a Boston, on vivia el meu germà, i vaig pensar que realment em faria fora o em tornaria a la Xina. Però no. Va agafar una carta i va dir: "Aquesta és la carta del teu pare. Llegeix-ho." L'he obert. Era l'escriptura del meu pare. "Sé que Wen-chung realment vol ser compositor, estudiar música. Si ho ha de fer, que ho deixi.> | » |

Chou va estudiar composició amb Otto Luening a la Universitat de Colúmbia i, des de 1949–1954, va prendre classes en privat amb Edgard Varèse, que es va convertir en mentor i amic de tota la vida.

La sinterització de sons occidentals i orientals ha estat una recerca de Chou durant tota la seva vida. Durant els seus primers anys de composició a Nova York, una experiència va canviar la perspectiva de Chou sobre com incorporar diferents elements culturals. Peter Chang va descriure aquest incident amb detalls:
| « | <En una ocasió, Chou va mostrar les seves fugues amb gust xinès a Bohuslav Martinů, que va començar a llegir-les al piano i de sobte es va aturar després d'unes mesures. Va mirar a Chou i va pronunciar simplement una paraula: "Per què?" Chou no va poder respondre. Aquesta vergonya el va molestar profundament i el va fer adonar-se que substituir els modes heptatònics pentatònics per fugues, que s'havia desenvolupat en la tradició heptatònica i triàdica, era com posar paraules xineses a la boca de Bach. La fuga era el llenguatge natural de Bach, però no el seu. Chou creia que aquesta era una de les lliçons més grans que havia tingut perquè, començant per la paraula "per què", havia de satisfer les seves pròpies preguntes abans de continuar.> | » |

 Després d'aquesta experiència i gràcies a l'encoratjament de Slonimsky, Chou va decidir no buscar la combinació artificial de melodia xinesa i harmonia occidental, sinó estudiar seriosament la música i la cultura xineses. La trobada de Chou amb la cultura occidental el va ajudar a veure i apreciar la seva pròpia cultura sota una nova llum. Per tornar a aprendre i interpretar la seva pròpia tradició, el 1955, Chou va passar dos anys investigant la música i el drama clàssics xinesos amb una beca de la Fundació Rockefeller. Es va convertir en un ciutadà naturalitzat dels EUA el 1958.
Slonimsky va comentar com Chou va fusionar amb èxit dos materials musicals aparentment incompatibles i va escriure: Quan les melodies pentatòniques d'Orient s'harmonitzen d'aquesta manera convencional, la incompatibilitat entre la melodia i la configuració harmònica és tal que es destrueix l'essència mateixa de la melodia oriental. Encara més difícil és la representació d'intervals microtonals propis d'alguns països de l'Orient. Chou Wen-Chung és possiblement el primer compositor xinès que va intentar traduir autèntics melo-ritmes orientals als termes de la música occidental moderna... el problema de la conciliació entre el pentatonicisme melòdic i la dissonància.

## Carrera acadèmica
Va ser un protegit del compositor Edgard Varèse. Chou buscava en la seva música no només propagar conceptes varèsians, sinó anar més enllà de l'ombra del seu professor. A partir de la tradició purament occidental de Varèse, la música de Chou va evolucionar a partir de la pol·linització intercultural, integrant l'Orient i l'Occident, amb la comprensió necessària d'ambdues cultures. Es pot considerar com el fundador de l'idioma musical xinès contemporani, una música la qual marca l'estàndard i un exemple per imitar a les generacions següents.
Les idees revolucionàries de Chou van provocar una percepció més àmplia i més integrada de la música xinesa per part dels erudits i laics orientals i occidentals. Va reconèixer la contribució intrínseca de la música qin i el concepte de to únic a la música xinesa i, el que és més important, va reconèixer el seu valor per als compositors. ("The Twain Meet" de Leighton Kerner.) També va ser important per a la seva música el refinament de les presentacions individuals. Creia que Occident dominava les estructures formals, mentre que l'Orient continua sent ineficaç per controlar les subtils inflexions de tons. Emulant els èxits occidentals en el disseny formal, va utilitzar aquests matisos no com a mera decoració, sinó com a element estructural clar. L'art de la cal·ligrafia, en els seus diferents nivells de significat, serveix constantment com a fonament filosòfic de la música. Una espontaneïtat controlada i una intensitat tranquil·la derivada d'un coneixement íntim del seu art i de la seva cultura, juntament amb un procés de creixement tan orgànic i inevitable com el de la natura, continuen sent elements estilístics necessaris. En última instància, va intentar no tant fusionar les divergents tradicions orientals i occidentals com interioritzar i transcendir modismes i tècniques contemporànies per crear un estil íntimament personal que reflectís una sensibilitat autèntica i moderna. ("Chou Wen-chung" de no pretenia tant amalgamar les divergents tradicions orientals i occidentals com interioritzar i transcendir els idiomes i les tècniques contemporànies per crear un estil íntimament personal que reflecteixi una sensibilitat genuïna i moderna. ("Chou Wen-chung" de no pretenia tant amalgamar les divergents tradicions orientals i occidentals com interioritzar i transcendir els idiomes i les tècniques contemporànies per crear un estil íntimament personal que reflecteixi una sensibilitat genuïna i moderna. ("Chou Wen-chung" de Nicolas Slonimsky).
Chou va escriure per a diversos mitjans. Les seves obres han estat interpretades per les orquestres de Chicago, Filadèlfia, Nova York, San Francisco, Berlín, París i Tòquio. Va rebre subvencions de les fundacions Rockefeller, Guggenheim i Koussevitsky, de l'Institut Nacional de les Arts i les Lletres, de la "National Endowment for the Arts" i del "New York State Council on the Arts". Va ser professor emèrit de composició musical de Fritz Reiner a la Universitat de Colúmbia (on també va ser director del Centre for US-China Arts Exchange) i membre de l'Acadèmia Americana i de l'Institut d'Arts i Lletres.
Va ser compositor resident a Tanglewood, Bennington i la Universitat d'Illinois. Entre els seus càrrecs en organitzacions musicals hi havia la presidència de Composers Recordings, Inc. (CRI) i el president del Consell Editorial de Música Asiàtica. També va ser membre honorari vitalici de "l'Asian Composers League". Altres organitzacions de música contemporània a les quals estava afiliat van ser "League ISCM", "Yaddo Corporation", "American Composers Alliance", "American Music Center" i "American Society of University Composers".
Chou Wen-chung va ser membre de l'Acadèmia Americana d'Arts i Lletres i el 2001 va ser nomenat "Officier des Ordre des Arts et des Lettres" pel Ministeri de Cultura francès. El 2018, el Conservatori de Música Xinghai de Guangzhou va obrir el Centre d'Investigació Musical Chou Wen-chung per continuar el llegat del compositor i iniciar projectes de suport a la música contemporània. El 2019 se li va atorgar un doctorat honorari del "New England Conservatory".

## Estils de composició i desenvolupaments
Període inicial
Les primeres obres de Chou comparteixen característiques comunes com l'ús de la poesia xinesa com a inspiració i la cita directa de melodies xineses. Les composicions representatives d'aquest període són Landscapes (Paisatges, 1949), All in the Spring Wind (1952–1953), And the Fallen Petals (1954) i Willow Are New (1957).
Chou va citar una cançó popular tradicional Fengyang Flower Drum in Landscapes i aquesta peça orquestral està inspirada en poemes que evoquen el paisatge i l'ambient d'una pintura de paisatge xinesa. Aquests poemes "Sota el penya-segat, a la badia", "El dolor de separar-se" i "Una ratlla de llum moribunda" s'utilitzen com a subtítols per indicar l'estat d'ànim de diferents seccions de Paisatge.
Els erudits xinesos tradicionalment inscriuen poesia en una pintura i moltes de les primeres composicions de Chou tenen inscripcions de poemes xinesos antics. La poesia xinesa va servir d'inspiració per a And the Fallen Petals, i All in the Spring Wind. Ambdues obres es basen en un poema de la dinastia Tang del sud titulat "Yi Jiangnan - Reminiscència dels territoris del sud" de Li Yu. Peter Chang va comentar que a través d'aquests primers treballs, Chou va desenvolupar un mode de pensament musical en termes de principis artístics visuals i literaris xinesos com l'èmfasi en el control del flux de tinta en la cal·ligrafia, la brevetat en les pintures de paisatges, la poesia en forma musical i la pictòrica representació dels gestos de joc qin.
Període madur
En aquest període, la font inspiradora de Chou va provenir del llibre filosòfic, el I Ching (Llibre dels canvis), el contingut del qual va dir que representa "els elements germinatius de tot el que passa a l'univers, inclosos els fenòmens naturals, els assumptes humans i les idees". Basant-se en els conceptes de yin i yang presentats a I Ching, Chou va crear modes variables: un sistema de continguts d'intervals i continguts de to que corresponen als trigrames i hexagrams de I Ching. Chou va aplicar i va experimentar amb els principis de l'I-Ching en estructures harmòniques, temàtiques, texturals i rítmiques.
A partir de finals dels anys 50, Chou va començar a experimentar amb modes variables en les seves composicions. Jianjun va classificar les obres de Chou en dues categories: composició "relacionada amb la pentatònica" o "basada en modes variables". La majoria dels primers treballs de Chou estan relacionats amb la pentatònica i Chou va inspirar-se en melodies pentatòniques tradicionals xineses. La metàfora de la peça (1960) marca el començament del període mitjà de Chou quan Chou va utilitzar els modes variables com a mètode compositiu per organitzar el to. Més tard, Chou va aplicar els modes a altres obres com Cursive (1963), Pien (1966) i Yun (1969). Chou va afirmar que l'estructura de Pien es basa en el concepte d'equilibri entre les forces positives i negatives tal com s'indica a I-Ching.
L'ideograma és un altre concepte evolutiu que Chou va experimentar mentre intentava sintetitzar elements occidentals i orientals i representar sons xinesos a través d'instruments occidentals. Chou és un cal·lígraf experimentat i després d'anys practicant els diversos estils i escriptures dels escrits cal·ligràfics xinesos, Chou va començar a veure els paral·lelismes en l'art de la cal·ligrafia i la música. Chou va escriure: "L'escriptura cursiva representa l'essència de l'art de la cal·ligrafia xinesa, ja que la seva expressivitat depèn únicament del flux espontani però controlat de tinta que, a través dels traços de pinzell, projecta no només línies fluides en interacció, sinó també densitat, textura i equilibri".... Aquestes qualitats, traduïdes en termes musicals, es troben sovint en la música per a instruments de vent i corda de l'est. Chou compara el flux de tinta amb la densitat de la música i va experimentar amb els ideogrames d'escriptura d'estil cursiu a la peça Cursive el 1963.
Les obres posteriors de Chou es van dirigir cap a l'abstracció i va desenvolupar encara més el mode variable per fer-lo més flexible. Algunes composicions destacables són Beijing in the Mist (1986), Echoes from the Gorge (1996), Windswept Peaks (1994), Concerto for Violincello and Orchestra (1991) i Clouds (1998).
Chou va escriure el seu segon quartet de corda, Streams (2003), en resposta a Art of Fugue de Bach, encarregat pel quartet de corda Brentano. El 2007, el mestre gayageum, Yi Ji-young, li va encarregar una obra per a gayageum i un conjunt d'instruments tradicionals coreans. El seu grup, "Contemporary Music Ensemble of Korea" (CMEK), va estrenar Eternal Pine el 2008. Chou va escriure una versió per a instruments occidentals, Ode to Eternal Pine (2009), per al "New York New Music Ensemble" (NYNME) i una versió per a instruments tradicionals xinesos, Sizhu Eternal Pine (2012; el seu primer i únic treball per a un conjunt complet d'instruments xinesos), per a l'orquestra xinesa de Taipei.

## Vida personal
Chou Wen-chung va néixer en el si d'una família literata amb arrels ancestrals a l'antic centre cultural de Changzhou, a la província de Jiangsu. El seu germà gran, Wen Tsing Chow, va ser pioner en l'ús d'ordinadors digitals en sistemes de guiatge de míssils, satèl·lits i naus espacials per a la Força Aèria dels Estats Units i la NASA.
Chou Wen-chung es va casar el 1962 amb Chang Yi-an (nascuda a Xangai el 1927 i morta el 12 d'abril de 2016). Van tenir dos fills. Va morir el 25 d'octubre de 2019, als 96 anys, al seu domicili de Manhattan.